# Föreningen för Samhällsplanering
Föreningen för Samhällsplanering, FFS, är en svensk ideell intresseförening för samhällsplanering. Föreningen bildades 1947 i samband med att Sverige samma år fick en ny lagstiftning för planering och bostadspolitik: Byggnadslagen. Föreningen ger sedan grundandet 1947 ut tidskriften PLAN.
I den ursprungliga styrelsen märktes bland andra ordföranden Erik Lindeberg (landshövding), Yngve Larsson (stadsbyggnadsborgarråd), Arne S Lundberg (statssekreterare), Allan Nordenstam (byråchef), Ingvar Svennilson (professor) och Sven Wallander (arkitekt).
Föreningen har cirka 1200 medlemmar [2020], och räknar däribland arkitekter, ekonomer, ingenjörer, jurister, kulturgeografer, landskapsarkitekter, miljövetare, planerare, sociologer, statistiker, statsvetare, socionomer och studenter. Ordförande är Jessica Andersson, till vardags på Trafikverket med fokus på strategisk samhällsplanering, forskning och innovation.
Föreningens kansli är knutet till Kulturgeografiska institutionen vid Stockholms universitet.